# Bogdan Čepič
Bogdan Čepič, slovenski politik in ekonomist, * 3. april 1956.
Bil je poslanec 5. državnega zbora Republike Slovenije (2008-11).

## Življenjepis

### Državni zbor
2008-2011
V času 5. državnega zbora Republike Slovenije, član Socialnih demokratov, je bil član naslednjih delovnih teles:
- Odbor za finance in monetarno politiko (član)
- Odbor za notranjo politiko, javno upravo in pravosodje (član)
- Odbor za obrambo (podpredsednik)

Na državnozborskih volitvah leta 2011 je kandidiral na listi SD.